# Cynthiacetus
Cynthiacetus é um gênero de baleia basilossóide extinto, que viveu durante o Eoceno tardio (Bartoniano - Priaboniano,  entre 40.4 e 33,9 milhões de anos atrás). Espécimes desse gênero foram encontrados no sudeste dos Estados Unidos e no Peru (Formação Otuma).

## Descrição

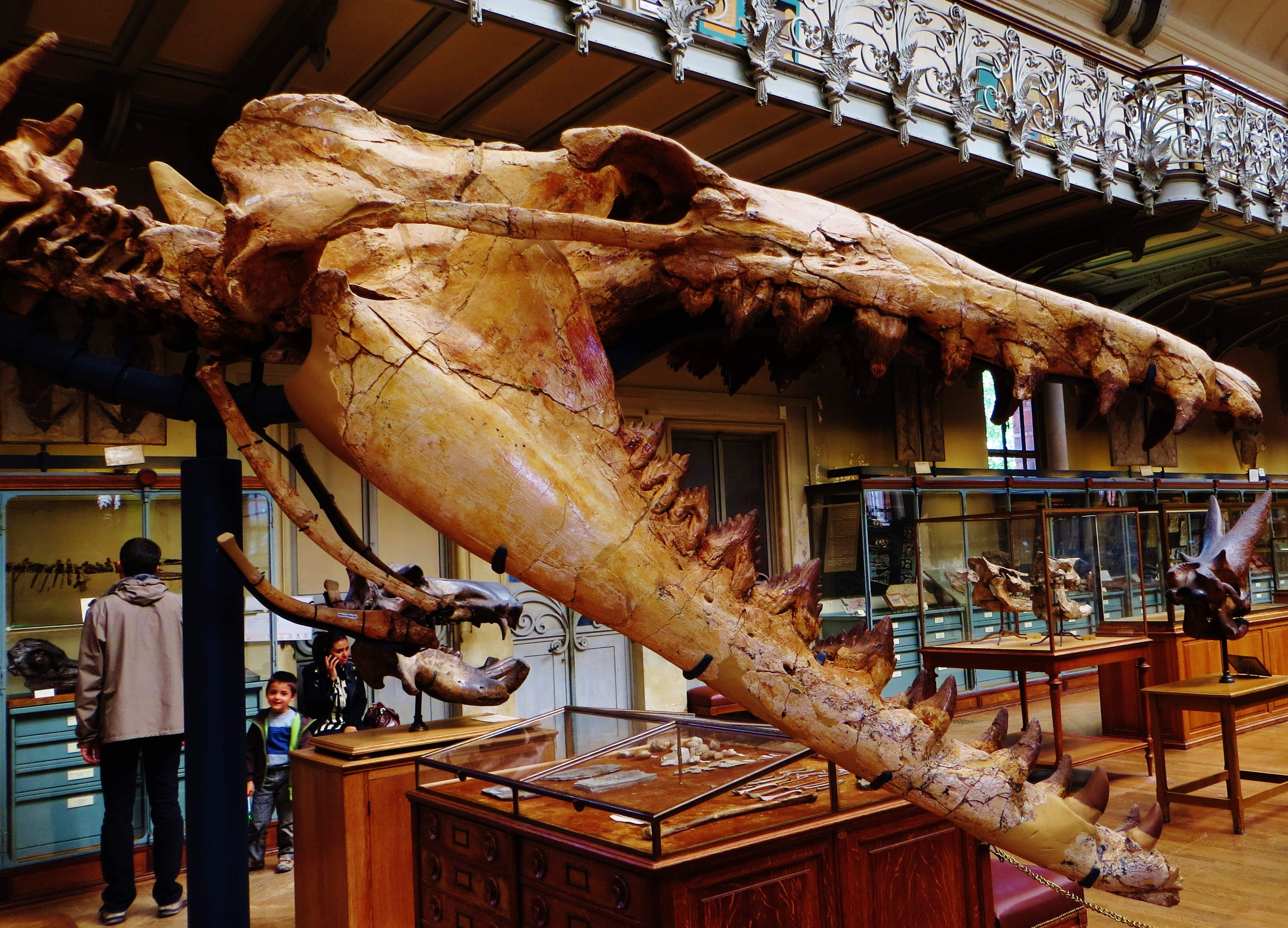
Crânio de C. peruvianus no MNHN, Paris

O crânio de Cynthiacetus era semelhante em tamanho e morfologia ao de Basilossauros, mas faltava ao Cynthiacetus as vértebras alongadas de Basilossauros. Em 2005 o gênero foi erigido para evitar classificação duplicada (baseado em amostras pouco descritas e agora desaparecidas).  Cynthiacetus era menor que Masracetus. 
 

A espécie sul-americana C. peruvianus, o primeiro arqueoceto a ser descrito nesse continente, difere principalmente de C. maxwelli no número de cúspides nos pré-molares inferiores, mas também apresenta o maior número de vértebras torácicas (20). 